# Stazione di Termoli
Stazione di Termoli vasútállomás Olaszországban, Molise régióban, Termoli településen.

## Vasútvonalak
Az állomást az alábbi vasútvonalak érintik:
- Ancona–Lecce-vasútvonal
- Termoli–Venafro-vasútvonal

## Kapcsolódó állomások
A vasútállomáshoz az alábbi állomások vannak a legközelebb: 
- Stazione di Campomarino
- Stazione di Montenero-Petacciato
- Stazione di Guglionesi-Portocannone